# Pommereulla
Pommereulla es un género de plantas herbáceas perteneciente a la familia de las poáceas. Es originario del este de  Asia.

## Especies
- Pommereulla cornucopiae
- Pommereulla elongata
- Pommereulla monoeca
- Pommereulla royleana[2]